# Горохуватська сільська рада
| Горохуватська сільська рада — колишній орган місцевого самоврядування у Кагарлицькому районі Київської області з адміністративним центром у с. Горохуватка. Історична дата утворення: в 1920 році. Водоймища на території, підпорядкованій даній раді: річка Горохуватка. Сільській раді були підпорядковані населені пункти: - с. Горохуватка - с. Іванівка - с. Тарасівка |

## Склад ради
Рада складалася з 12 депутатів та голови.

### Керівний склад ради
| ПІБ                        | Основні відомості                                            | Дата обрання | Дата звільнення |
| -------------------------- | ------------------------------------------------------------ | ------------ | --------------- |
| Заїка Тетяна Володимирівна | Сільський голова, 1968 року народження, освіта, позапартійна | 26.03.2006   | 31.10.2010      |
| Бабич Григорій Іванович    | Сільський голова, 1961 року народження, освіта вища          | 31.10.2010   |                 |

Примітка: таблиця складена за даними джерела